# Ripipteryx vicina
Ripipteryx vicina är en insektsart som beskrevs av Lucien Chopard 1956. Ripipteryx vicina ingår i släktet Ripipteryx och familjen Ripipterygidae. Inga underarter finns listade i Catalogue of Life.